# Livre de chœur de Lambeth
Le livre de chœur de Lambeth - aussi connu sous le nom livre de chœur d'Arundel - est un livre de chœur enluminé datant du XVIe siècle. 

## Description

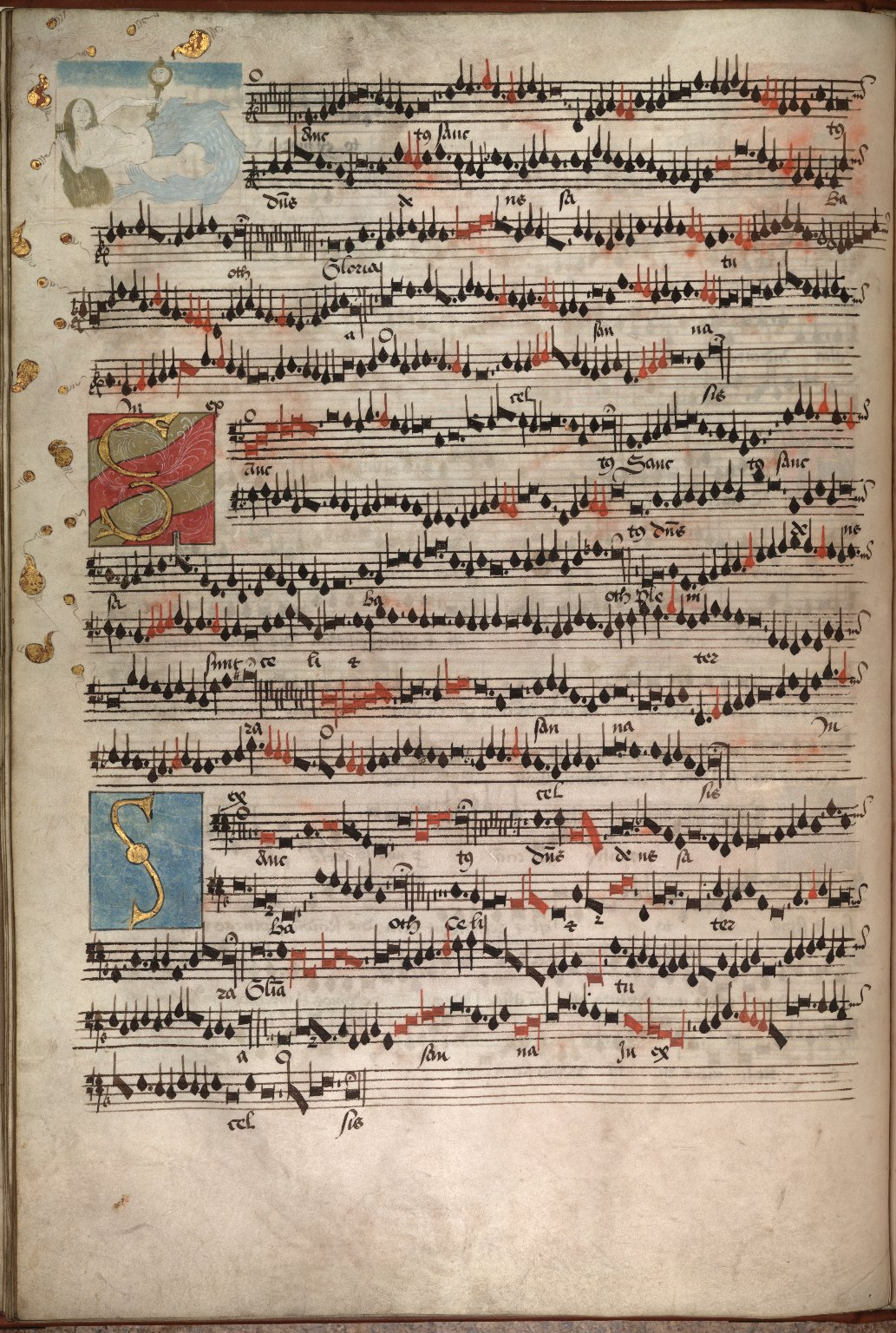
Missa Benedicta et venerabilis: Sanctus, f.28v.

Il contient la musique de 7 messes, 4 magnificats et 8 motets. L'essentiel des œuvres est écrit par des compositeurs de la période Tudor. Les principaux contributeurs sont Robert Fayrfax et Nicholas Ludford : À eux deux, ils sont les créateurs d'au moins dix des dix-neuf morceaux. Seules trois des compositions de Fayrfax sont associées à son nom mais on sait que cinq autres pièces sont de lui ; celles-ci, avec deux pièces de Ludford, sont connues à partir de concordances avec le Livre de chœur de Caius et autres manuscrits. Le recueil compte aussi sept morceaux sans nom d'auteur :
- Ave Dei Patris filia
- Ave mundi spes Maria
- Gaude flore virginali
- Salve Regina
- deux Magnificats
- Vidi aquam egredientem de templo (antienne de l'aspersion avant la messe de Pâques).

Aucune concordance pour aucune d’entre elles n'a été trouvée et il semble possible que d'autres œuvres de Fairfax et Ludford puissent exister parmi elles. Le livre contient aussi de la musique par des compositeurs plus âgés tels qu'Edmund Stourton et Walter Lambe dont la musique se trouve aussi dans le livre de chœur d'Eton.
Le livre est de nos jours conservé à la bibliothèque du Lambeth Palace sous la référence MS 1.